# Kengis bruk

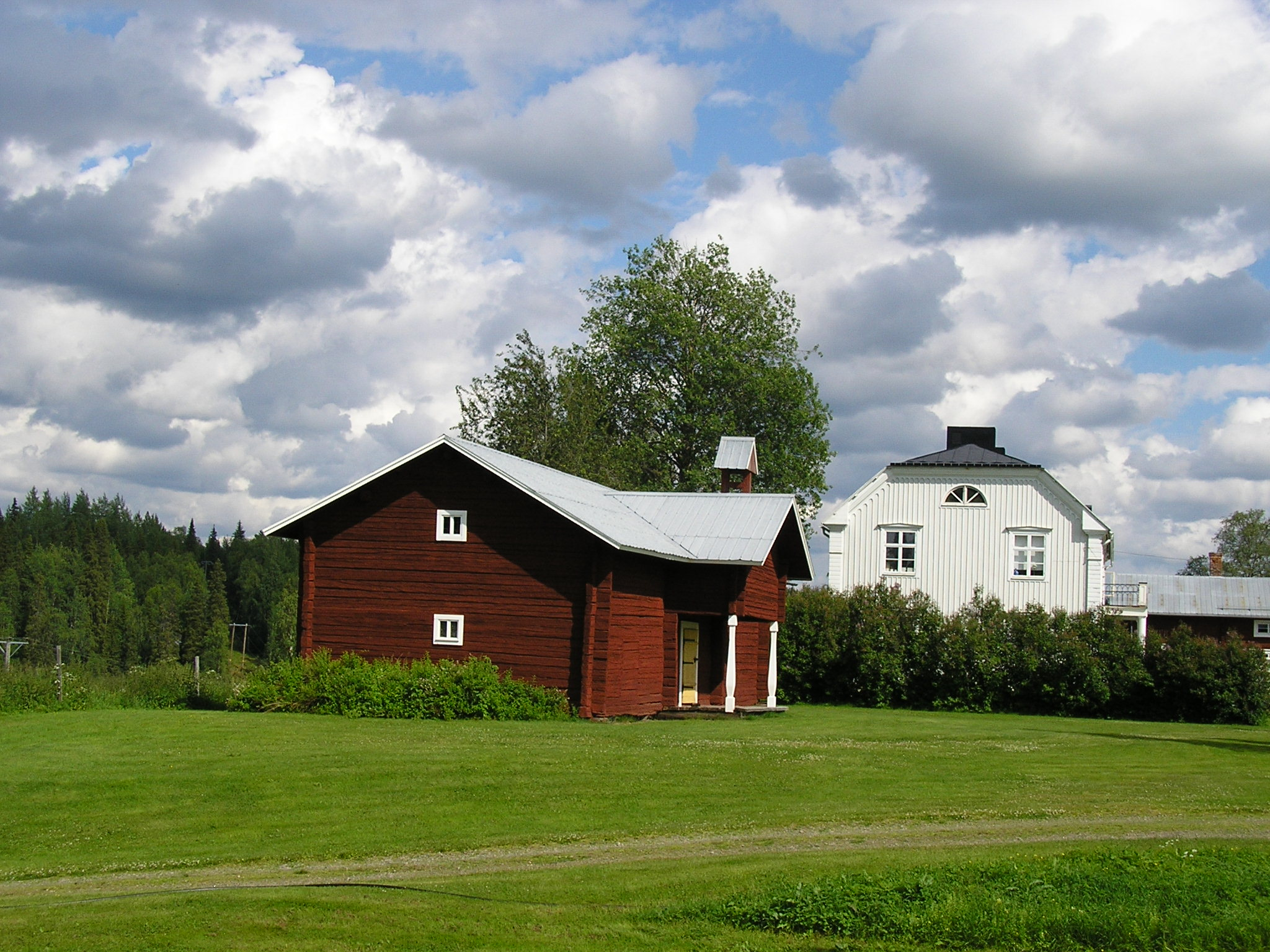
Herrgård, Kengis bruk

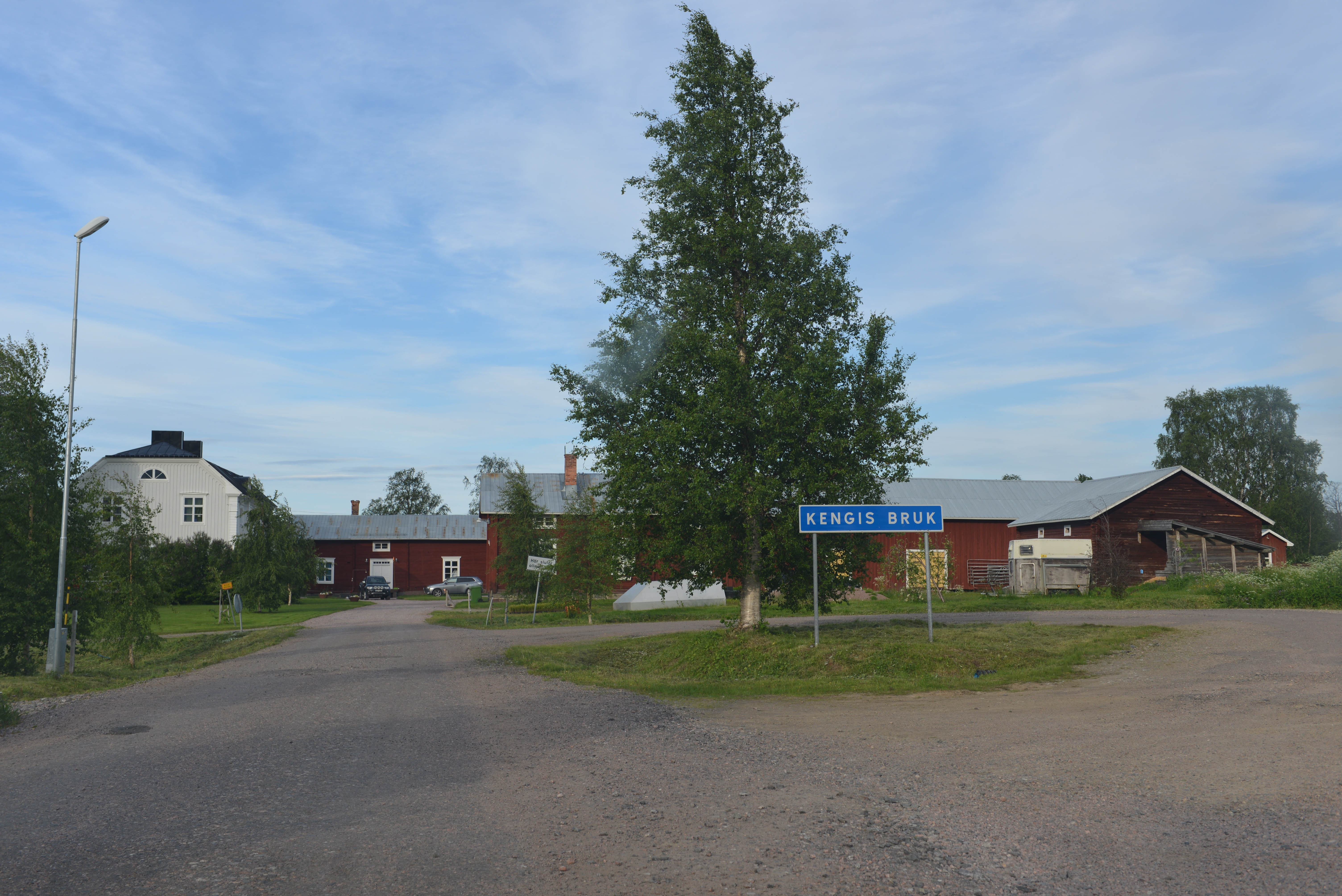
Kengis bruk.

Kengis bruk (på svenska uttalat Tjängis; meänkieli: Köngäs eller Köngäksen ruukki) var ett järnbruk vid Torne älv i Pajala kommun. Bruket anlades vid 1600-talets mitt av Arendt Grape, något som ledde till en betydande vallonsk och svensk inflyttning till trakten under de följande seklen. Kengis var världens nordligaste järnbruk och bildade tillsammans med Svanstein de så kallade Kengisverken. Det finns inga lämningar ovan jord idag. 

## Produktion
Kengis bruk använde järn från Junosuando gruva som först hade bearbetats i masugnar dels i anslutning till gruvan, dels i Tornefors (1706–1715) och Palokorva (1745–1870-talet). Därifrån fördes tackjärnet med båt på Torneälven till Kengis. Dessutom förädlades koppar från Svappavaara.
Från 1674 till 1715 hade bruket privilegiet att tillverka plåtmynt. De flesta tillverkades dock i Avesta.

## Historia
1646 fick Arendt Grape kungliga privilegier för det järnbruk han ville starta. Det innebar bland annat nyttjanderätt av ett område runt bruket, inklusive forsen i Kengis. De första åren präglades av svårigheter att få igång driften av verksamheten. Grapes skulder växte, och han lånade därför pengar av bröderna Abraham och Jakob Momma som blev hans kompanjoner. Bröderna Momma gjorde investeringar i verksamheten och fick bland annat dit kunnig arbetskraft. Sveriges nordligaste herrgård byggdes på bruksområdet.
1697 övertogs bruket av bolaget Västerbottniska bergslagen. 1746 tog Abraham Steinholtz över bruket. Efter Steinholtz skiftade ägarna ofta fram till 1850 då Karl Johan Sohlberg blev ny ägare. Släkten Sohlberg har ägt bruksområdet sedan dess, men den industriella produktionen lades ner efter att bruket brann 1879.

## Brukssamhället
När bruket var som störst, under mitten av 1700-talet, arbetade 120 personer där och omkring 500 bodde i samhället. Under 1650-talet byggdes det första kapellet i Kengis och Kengis bruksförsamling etablerades. Bruket fick samtidigt sin första predikant. Möjligen var det första kapellet placerat intill den gamla kyrkogården. Kapellet blev nedbränt tillsammans med Kengis bruk av ryska trupper 1717. En ny kyrka, Fredriks kapell, uppfördes på brukets mark år 1725. Kyrkan stod kvar till november 1787 då även denna kyrka brann ned. Mellan åren 1791–1794 byggdes den tredje kyrkan. Den var större än de föregående kyrkorna och i denna predikade Lars-Levi Laestadius under åren 1849–1860. År 1869 flyttades denna kyrka till Pajala. På den gamla kyrkplatsen i Kengis kan man fortfarande se resterna av grunden. Mikael Niemis roman Koka björn från 2017 utspelas under Laestadius tid i Kengis.